# Amphicnaeia interrupta
Amphicnaeia interrupta là một loài bọ cánh cứng trong họ Cerambycidae.